# Zdzisław Palewicz
Zdzisław Palewicz, lit. Zdzislav Palevič (ur. 1 września 1961 w Janczunach w rejonie solecznickim) – litewski pedagog, polityk i samorządowiec, działacz mniejszości polskiej na Litwie, mer rejonu solecznickiego.

## Życiorys
Po ukończeniu w 1984 studiów polonistycznych w Wileńskim Instytucie Pedagogicznym objął stanowisko dyrektora Szkoły Średniej w Koleśnikach. Rok później został I sekretarzem Komsomołu rejonu solecznickiego. W latach 1991–1995 sprawował funkcję mera Solecznik, a od 1995 do 2009 był zastępcą mera rejonu solecznickiego.
W 1991 stanął na czele oddziału rejonowego Związku Polaków na Litwie w Solecznikach, a w 2004 został prezesem pododdziału solecznickiego Akcji Wyborczej Polaków na Litwie.
W 2009 po wyborze Leonarda Talmonta do Sejmu Republiki Litewskiej zastąpił go na stanowisku mera rejonu solecznickiego. W wyborach parlamentarnych w 2012 uzyskał mandat poselski z listy krajowej AWPL. Kandydował wówczas także w okręgu jednomandatowym, w którym w drugiej turze przegrał z Algisem Kašėtą. Zdzisław Palewicz odmówił objęcia mandatu poselskiego, pozostając na urzędzie mera. Stanowisko to utrzymywał także w wyniku wyborów w 2015, 2019 i 2023.

## Odznaczenia i wyróżnienia
Odznaczony Krzyżem Kawalerskim (2000) i Komandorskim (2009) Orderu Zasługi Rzeczypospolitej Polskiej. W 2023 otrzymał Odznakę Honorową za Zasługi dla Polonii i Polaków za Granicą.
W 2013 został laureatem nagrody honorowej „Świadek Historii” przyznanej przez Instytut Pamięci Narodowej.

## Życie prywatne
Żonaty z Leokadią, ma córkę Justynę i syna Zdzisława.